# Frederik Holmsted
Frederik Holmsted (1683 – 12. juni 1758) var en dansk handelsmand og borgmester i København.
Han var bogholder ved Ostindisk Kompagni, da han 17. august 1710 i Nykøbing Falster havde bryllup med Mette Thomasdatter Fischer, enke etter Per Christensen; hun døde 1718, hvorpå han 1720 giftede sig med Anna Martha f. Brinck, datter af magister Iver Brinck og Ambrosia Michelsen og enke efter landsdommer på Lolland og rektor i Nykøbing Johan Thomæsen Fischer (død 1758), som hun hadde blitt gift med i 1714. Holmsted fik 1716 eneret på et kattuntrykkeri, som han samme år anlagde på Blegdamsvejen, men da vandet i Sortedamssøen var mudret, og han også besværedes af blegmændenes render, købte han 1723 en have ved enden af Sortedams Sø og flyttede sit trykkeri derhen, hvor det forblev i mange år. I anledning af hans eneret blev tolden på indførte kattuner forhøjet, hvilket vakte kræmmernes misfornøjelse. 1738 blev Holmsted medlem af linnedspinderidirektionen og fik samme år bevilling på et linnedspinderi med tilhørende væveri på Christianshavn. Han var en af ophavsmændene til det 1747 oprettede almindelige Handelskompagni og var sikkert en meget virksom mand. 1733 blev han borgmester i København og var som sådan medlem af Teaterdirektionen 1754-56. 1737 blev han justitsråd, 1758 etatsråd og døde 12. juni 1758.
Hans datter Mette Holmsted ægtede Christen Lindencrone.